# Blektjärn (naturreservat)
Blektjärn är ett naturreservat i Bräcke kommun i Jämtlands län.
Området är naturskyddat sedan 2003 och är 98 hektar stort. Reservatet omfattar en östsluttnig av en höjd och Blektjärnen nedanför. Reservatet består av barrskog och  våtmarker kring tjärnen.